# 7590 Aterui
7590 Aterui este un asteroid din centura principală de asteroizi.

## Descriere
7590 Aterui este un asteroid din centura principală de asteroizi. A fost descoperit pe 26 octombrie 1992 la Kitami de Kin Endate și Kazuro Watanabe. El prezintă o orbită caracterizată de o semiaxă mare de 2,23 ua, o excentricitate de 0,10 și o înclinație de 6,4° în raport cu ecliptica.